# Ваннут, Ира
Ира Ваннут (нидерл. Ira Vannut; род. 18 сентября 1994 года в Синт-Трёйдене, Бельгия) — бельгийская фигуристка, выступающая в одиночном разряде. Чемпионка Бельгии 2011 года. Ваннут первая бельгийская фигуристка завоевавшая медаль на юниорских соревнованиях Международного союза конькобежцев (это была бронза на этапе в Германии, в 2010 году).
Ира заняла седьмое место на своём дебютном чемпионате Европы 2011, что было очень хорошим результатом для женского одиночного катания Бельгии. При этом она выиграла квалификационный этап. В феврале 2011 года удачно дебютировала на чемпионате мира среди юниоров — вошла в десятку, а на «взрослом» чемпионате мира стала 19-й. По состоянию здоровья Ваннут была вынуждена вскоре завершить спортивную карьеру.
По состоянию на июнь 2011 года занимала 29-е место в рейтинге Международного союза конькобежцев (ИСУ).

## Программы
| Сезон     | Короткая программа  | Произвольная программа                             |
| --------- | ------------------- | -------------------------------------------------- |
| 2010—2011 | Eine Frau in Berlin | Саундтрек к мини-сериалу «Дети Дюны» Брайан Тайлер |

## Спортивные достижения
| Соревнования                                | 2007—2008 | 2008—2009 | 2009—2010 | 2010—2011 | 2013—2014 |
| ------------------------------------------- | --------- | --------- | --------- | --------- | --------- |
| Чемпионаты мира                             |           |           |           | 19        |           |
| Чемпионаты Европы                           |           |           |           | 7         |           |
| Чемпионаты мира среди юниоров               |           |           |           | 10        |           |
| Чемпионаты Бельгии                          |           |           |           | 1         |           |
| Международный Кубок Ниццы                   | 4N        |           | 3J        | 4         |           |
| NRW Trophy                                  |           | 1N        |           |           |           |
| Этапы юниорского Гран-при, Австрия          |           |           |           | 4         |           |
| Этапы юниорского Гран-при, Германия         |           |           |           | 3         |           |
| Этапы юниорского Гран-при, Польша           |           |           | 11        |           |           |
| Этапы юниорского Гран-при, Турция           |           |           | 12J       |           |           |
| Европейский юношеский олимпийский фестиваль |           |           |           | 2         |           |

N = уровень «новички»; J = юниорский уровень